# Filira
Filira (Φιλύρα; translit. Philyra), na mitologia grega, era uma oceânide, filha de Oceano e Tétis. Ela se casou com Náuplio, com quem teve vários filhos. Ela também foi mãe do centauro Quíron, com Cronos. Quando Quíron nasceu, ela ficou tão triste com sua aparência que o abandonou. Ela é a deusa do perfume, escrita, cura, beleza e papel. Ela ensinou a humanidade a fazer papel.

## Árvore Genealógica
|  |  |  |  |        |        |        |        |        |        | Oceano | Oceano | Oceano | Oceano | Oceano | Oceano |        |        |        |        |        |        | Tétis | Tétis | Tétis | Tétis | Tétis | Tétis |       |       | Poseidon | Poseidon | Poseidon | Poseidon | Poseidon | Poseidon |  |  |  |  |  |  | Amimone | Amimone | Amimone | Amimone | Amimone | Amimone |  |  |  |  |  |  |
|  |  |  |  |        |        |        |        |        |        | Oceano | Oceano | Oceano | Oceano | Oceano | Oceano |        |        |        |        |        |        | Tétis | Tétis | Tétis | Tétis | Tétis | Tétis |       |       | Poseidon | Poseidon | Poseidon | Poseidon | Poseidon | Poseidon |  |  |  |  |  |  | Amimone | Amimone | Amimone | Amimone | Amimone | Amimone |  |  |  |  |  |  |
|  |  |  |  |        |        |        |        |        |        |        |        |        |        |        |        |        |        |        |        |        |        |       |       |       |       |       |       |       |       |          |          |          |          |          |          |  |  |  |  |  |  |         |         |         |         |         |         |  |  |  |  |  |  |
|  |  |  |  |        |        |        |        |        |        |        |        |        |        |        |        |        |        |        |        |        |        |       |       |       |       |       |       |       |       |          |          |          |          |          |          |  |  |  |  |  |  |         |         |         |         |         |         |  |  |  |  |  |  |
|  |  |  |  | Cronos | Cronos | Cronos | Cronos | Cronos | Cronos |        |        |        |        |        |        | Filira | Filira | Filira | Filira | Filira | Filira |       |       |       |       |       |       |       |       | Náuplio  | Náuplio  | Náuplio  | Náuplio  | Náuplio  | Náuplio  |  |  |  |  |  |  |         |         |         |         |         |         |  |  |  |  |  |  |
|  |  |  |  | Cronos | Cronos | Cronos | Cronos | Cronos | Cronos |        |        |        |        |        |        | Filira | Filira | Filira | Filira | Filira | Filira |       |       |       |       |       |       |       |       | Náuplio  | Náuplio  | Náuplio  | Náuplio  | Náuplio  | Náuplio  |  |  |  |  |  |  |         |         |         |         |         |         |  |  |  |  |  |  |
|  |  |  |  |        |        |        |        |        |        |        |        |        |        |        |        |        |        |        |        |        |        |       |       |       |       |       |       |       |       |          |          |          |          |          |          |  |  |  |  |  |  |         |         |         |         |         |         |  |  |  |  |  |  |
|  |  |  |  |        |        |        |        |        |        | Quíron | Quíron | Quíron | Quíron | Quíron | Quíron |        |        |        |        |        |        |       |       |       |       | Lerno | Lerno | Lerno | Lerno | Lerno    | Lerno    |          |          |          |          |  |  |  |  |  |  |         |         |         |         |         |         |  |  |  |  |  |  |